# Hôpital Sainte-Marguerite
L'hôpital Sainte-Marguerite est situé dans le quartier de Sainte-Marguerite, dans le 9e arrondissement de Marseille, en France. L'hôpital fait partie du groupement « Hôpitaux Sud » de l'APHM, avec l'hôpital Salvator.

## Histoire
En 1857, le ministère de l’Intérieur ordonne le transfert de l'hospice de la Vieille Charité au sud de la ville en raison de son état de délabrement.
Après une pause dans le projet en raison de la guerre franco-allemande de 1870, la construction de la Nouvelle Charité commence le 4 juin 1885, néanmoins un manque de fonds ainsi que la non-volonté de l'État de contribuer financièrement au projet met un frein aux travaux. Une loterie permet finalement de financer la construction de l'hospice ainsi que la rénovation de l'Hôtel-Dieu et l'hôpital de l'Immaculée-Conception. 
La Nouvelle Charité est opérationnelle en 1897 en tant qu'hospice pour vieillards et invalides puis pour blessés de guerre. Un service de médecine et de chirurgie s'y ajoutent en 1934. La structure prend le nom d'hôpital Sainte-Marguerite en 1958 et est intégré avec l'hôpital Salvator au sein des Hôpitaux Sud, l'un des trois pôles de l'Assistance publique - Hôpitaux de Marseille (AP-HM).
En 2017, l'hôpital compte 426 lits, 219 agents médicaux et 1 191 agents non médicaux.